# Sofer Stam

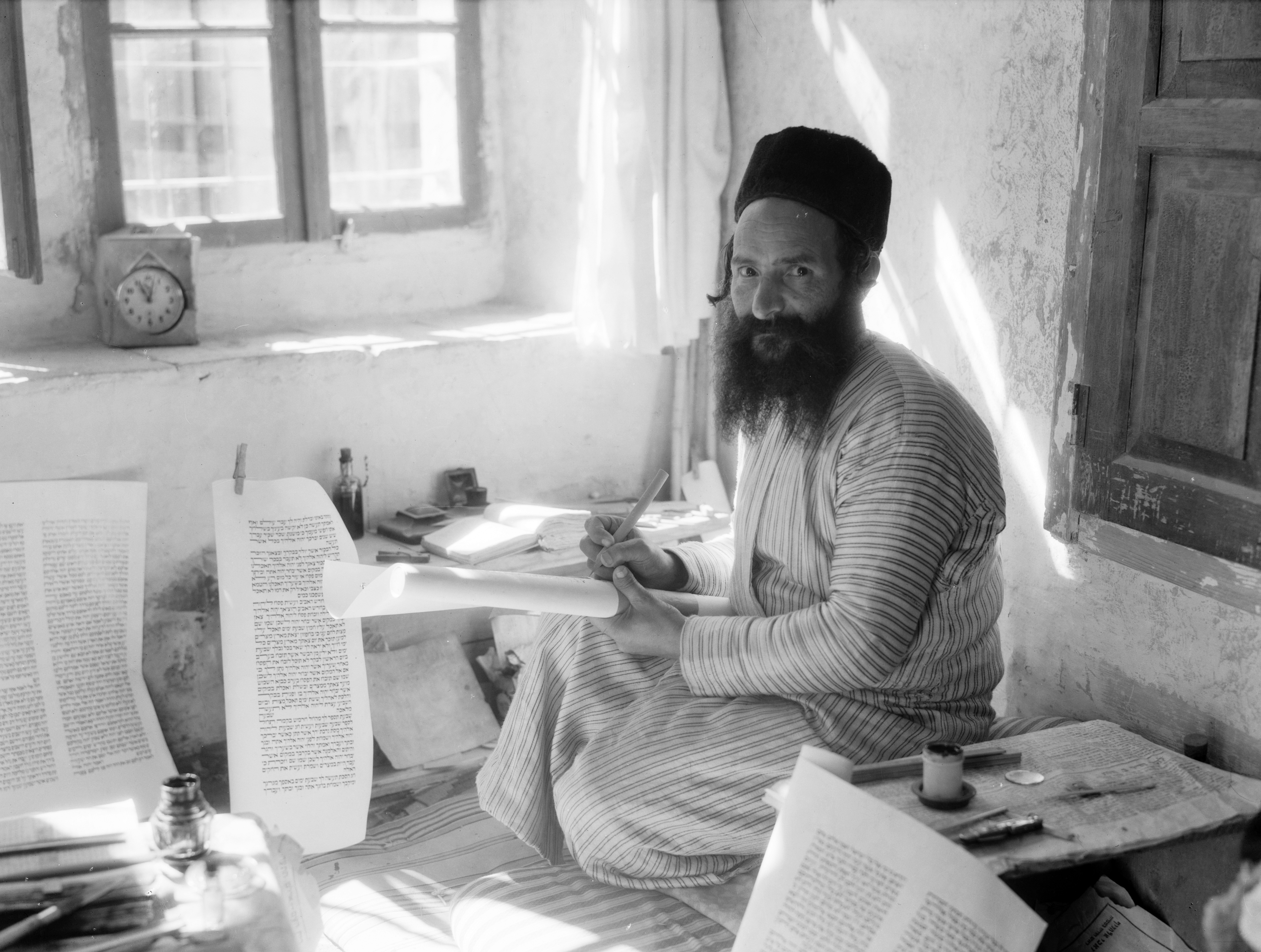
Shlomo Washadi, Sofer Stam din comunitatea evreilor iemeniţi în anii 1930

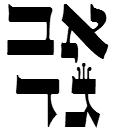
primele patru litere ale alfabetului ebraic după caligrafia tradiţională

Sofer Stam (în ebraică: סופר סת"ם, prescurtarea cuvintelor
סופר ספרי תורה תפילין ומזוזות, Sofer Sifrei Tora, Tefilin uMezuzot) este numele actual al scribului ritual, expert în caligrafia ebraică întrebuințată în textele sanctificate, uzate în cultul iudaic. Forma la plural este „sofrim”  sau „sofrey Stam”. Cuvintele „sofer”, „sofrim” ca și cuvântul „sefer”  ספר(carte)  sunt construite dupa rădăcina sfr ספר sau verbul „safor” „a număra”.

## Sfera de activitate
În vechime el se numea „Sofer” pur și simplu, dar astăzi se adaugă acronimul ebraic „STaM”, de la „Sifrei Torá, Tfilin, Mezuzot”, pentru a sublinia că este vorba de cel care copiază literele din sulurile de Tora, și inscripțiile de pe fragmentele de pergament incluse în filacterii Tfilin și în ușorii numiți Mezuzá, și pentru a deosebi de cuvântul ebraic modern „sofer” care înseamnă „scriitor”.
Scribul numit sofer Stam este dator de a urma niște reguli precise ale scrierii tradiționale atât în ce privește forma literelor cât și uneltele de scris folosite.
În afară de sulurile de Tora (pe care sunt scrise în ebraica biblică cele cinci cărți ale Torei sau Pentateuhului), în sarcina  soferului Stam, intra și copierea altor suluri care se citesc în sinagogă:Cântarea Cântărilor (Shir Hashirim) , Cartea Rut (Meghilat Rut), Cartea Esterei (Meghilat Ester), Ecleziastul și Plângerile lui Ieremia (Meghilat Eihá), de asemenea cărțile profeților folosite în citirea de către credincioși a așa numitei Haftará (pasaj din textele profeților evrei), pericopa talmudică „Pitum Haktoret” (Prepararea tămâii)  , de asemenea documentele de divorț Get, la plural Gittin.  
În anumite comunități, ca de exemplu cea a rabinului Haim Kanievski din Bney Brak, Israel, sofrey Stam copiază și alte cărți ale Bibliei ebraice, ca de exemplu Psalmi sau Cartea lui Ezra. 
Această tendință  a fost încurajată în secolul al XIX lea de către rabinul Shlomo Boyarski din Ierusalim.
Evreii din Slonim, din Lituania mare de odinioară, azi în Belarus, erau renumiți  prin miile lor de scribi rituali calificați.    
Dacă nu se respectă regulile tradiționale ale legii iudaice Halahá, documentele scrise respective nu sunt valide din punctul de vedere al religiei.
Sofrim Stam scriu de obicei în același tip de scriere și contractele religioase de căsătorie „Ketuba” în limba arameică, precum și ediții artistice și ornamentale ale unor texte religioase, care nu necesită neapărat calificarea lor specială, și unde nu e nevoie de aplicarea regulilor tradiționale specifice menționate mai sus.
Tipul particular de caligrafie ebraică folosit de sofrim Stam se numește „ktav stam”.
Literele ש ע ט נ ז ג ץ sunt încununate deasupra cu liniuțe subțiri ornamentale denumite „taghim” )(Taggim).
Legea majoră iudaică cu privire la „Sofrut”, ocupația acestor caligrafi, se află în Talmud, în tratatul denumit Sofrim (Masehet Sofrim).
Potrivit ultimei din cele 613 porunci din cartea Deuteronomul 31, 19:
„Așadar, scrie-ți cuvintele cântării acesteia și învață pe fiii lui Israel și le-o pune în gura lor, pentru ca aceasta cântare să-Mi fie mărturie printre fiii lui Israel”
Maimonide a conchis că este un comandament pentru orice evreu să-și facă scris un sul de Tora.
Dacă o copiază el însuși e ca și cum ar fi primit-o el însuși pe Muntele Sinai, iar dacă nu știe să o copieze, i-o vor copia alții.
Ulterior au beneficiat credincioșii evrei de ediții tipărite  ale Torei numite Humash, și atunci unii învățați (Baruch Halevi Epstein - Torá tmimá) au fost de părere că mai însemnat e studiul Torei scrise și orale, decât cheltuiala personală pentru scrierea unui sul de Torá.

## Calificarea și cerințele. Manuale
După iudaismul ortodox, un sofer Stam trebuie să respecte preceptele religioase în viața sa cotidiană, să fie un om bun și să cunoască bine legile ocupației sale.
Nu este necesar să posede o pregătire rabinică. 
Ucenicia în meserie, numită Shimush, se face pe lângă un alt meșter în această artă.
Evreii ortodocși evrei așkenazi, între care cei hasidici din mișcarea Habad, cei sefarzi,etc au anumite forme grafice particulare ale literelor
Partea cea mai grea a profesiei nu este atât caligrafia însăși, cât ținerea minte a miilor de reguli obligatorii referitoare la copiatul sulurilor de Torá și al celorlalte cărți sacre scrise pe suluri de pergament, a filacteriilor și a ușorilor. Un sul de Torá conține 304,805 litere, iar    
copierea lui durează în medie un an - un an și jumătate.
După ce s-au găsit numeroși scribi care nu știau cum trebuie sau de loc prescripțiile religioase cu privire la meseria lor, rabini strict ortodocși în frunte cu Moshe Sofer Schreiber, cunoscut ca Hatam Sofer, din Bratislava (pe atunci, știută și ca Pressburg sau Pozsony), au decis ca sofrey Stam să obțină autorizație de liberă practică de la tribunalele rabinice (Beit Din rabaní). Mai târziu, în 1935 s-a înființat la Varșovia o organizație numită Shomrey Stam (Păzitorii Stam), singura calificată de a autoriza scribii rituali evrei din Polonia și împrejurul ei.  
Organizația nu a activat prea multă vreme din cauza catastrofei evreilor polonezi din anii 1939-1945. 
Activitatea acestei organizații a fost reluată începând din 1975 în Israel și S.U.A. de către comitetul numit Vaad Mishmeret Stam care acționează la Ierusalim, Bnei Brak și Brooklyn, New York. 

### Manualele
Principalele texte din care se învață arta scribilor rituali evrei, includ:
manualul „Keset Ha-Sofer” („Călimara scribului”) de rabinul Shlomo Ganzfried ,„Mishnat Sofrim” („Învățătura scribilor”) de rabinul Israel Meir Hacohen, cunoscut ca Hafetz Haim, „Hasdey David”,  „Mishna Brurá  volumul I(B) - legile Tfillin”, „Mishneh Torah: Hilchot Tefillin uMezuzah v’Sefer Torah”, „Hilchot Tzitzit”, „Mishnat Hasofer”,  „Likkut Sifrey”, „Shulhan Aruch Harav”. 
etc.

### Uneltele
Un sofer stam  se folosește de un toc din trestie sau pană de gâscă (uneori de curcan), numit kolmós sau kulmós (קולמוס) și de o cerneală specială, numită „dyo stam”, preparată după o rețetă din vechime, conținând ulei, catran, ceară, și o cantitate mică de miere. Dacă inițial tocurile erau în majoritatea lor din trestie, ulterior s-a răspândit folosirea de pene, dar denumirea kolmos, din grecescul καλάμος (în latină calamus = toc) care înseamnă trestie, s-a păstrat.
Textele se copiază pe pergamente sau vellum special denumite în ebraică Klaf sau Gvil și preparate manual din fragmente pătrate de piele de „animal pur”, după rigorile legii religioase iudaice: vită, oaie, capră sau căprioară.

### Corectura
Munca scribilor „Sofrei Stam” este controlată de obicei manual către de doi corectori, de asemenea de profesie sofrei stam, precum și cu ajutorul computerului.

### Femeile și meseria de sofer stam
După Tratatul talmudic Gittin 45 b, "cărțile Torei, tfilin și mezuzot care au fost scrise de un "mosser" (informator), un "eretic", un "adorator al stelelor", un rob, o femeie, un minor, un "Kutit" (samaratean) sau un evreu apostat, nu sunt valide pentru  cult".
Codul medieval „Arbaá Turim” )(„Tur”) nu include, totuși, femeile în lista celor care nu au voie să copieze cărți de Torá, ceea ce este privit de unii ca o dovadă ca femeile ar putea fi „sofrot Stam”.
In prezent, practic toate autoritățile iudaice ortodoxe, inclusiv ortodoxe moderne contestă femeilor dreptul de a copia un sul de Torá. În schimb li se permite scrierea de contracte de căsătorie Ketuba, copierea sulurilor  Cărții Esterei, etc 
Interdicția menționată cu privire la femei nu există însă în congregații  ale iudaismului reformat, conservativ și reconstrucționist. În anul 2003 o evreică din Canada, Aviel Barclay a devenit „soferet Stam” autorizată, iar în 2007
Jen Taylor Friedman din Marea Britanie care se consideră ortodoxă egalitaristă și e legată în general de comunități de rit conservativ și reconstrucționist, a devenit prima femeie „soferet Stam” care a copiat un sul întreg de Torá. În anul 2010 un sul de Torá a fost copiată în întregime de un grup de șase evreice din Brazilia, Canada, Israel și Statele Unite, în cadrul așa numitului Women's Torah Project .

## Legături externe
- site despre sofrei Stam si scrierea Stam Arhivat în 14 aprilie 2012, la Wayback Machine. (în engleză)
- film scurt despre scrierea sulurilor de Torá (în engleză)
- situl Comitetului Vaad Miashmeret Stam despre copierea textelor din mezuza (in engleză)
- despre women's torah project, la o comunitate evreiască reconstrucționistă, Kadima, din Seattle (în engleză)
- informație succintă despre meșteșugul de sofer stam Arhivat în 20 ianuarie 2012, la Wayback Machine. (în ebraică, pentru uz școlar)